# Леоново (остановочный пункт)
Лео́ново — остановочный пункт Горьковского направления Московской ЖД в Петушинском районе Владимирской области. Последний остановочный пункт Московской железной дороги на Горьковском направлении.
Название дано по деревне Леоново, расположенной к северу от остановочного пункта. Построена по распоряжению министра путей сообщения для удобства связи с зообазой Госфильмофонда, расположенной рядом с железной дорогой.
Состоит из двух платформ, соединённых настилом через пути. Касса отсутствует. Не оборудована турникетами.
Севернее деревни Леоново проходит федеральная автодорога М-7 «Волга» (Горьковское шоссе). С южной стороны станции населённые пункты отсутствуют, в 2 километрах течёт река Клязьма.
Время движения от Курского вокзала около 2 часа 15 минут. На станции останавливаются все поезда Москва — Петушки (15—20 в день). Экспрессы и поезда дальнего следования проходят остановочный пункт без остановки.